# 梅里斯ダウール族区
梅里斯ダウール族区（ばいりし-ダウールぞく-く）は、中華人民共和国黒竜江省チチハル市に位置する市轄区。

## 地理
本区の北東から南東にかけて嫩江が流れている。北部から北西部は甘南県、東部は富裕県、南東部は建華区・竜沙区、南部は昂昂渓区、南西部はフラルキ区、そして西部を竜江県と行政区境を接している。

## 歴史
区名はダウール語で「氷」を意味する。
清初にダウール族が黒竜江上流から嫩江沿岸に移住し、1698年（康熙37年）以降はチチガル副都統（斉斉哈爾副都統）の管轄とされた。清末民初に竜江府、後に竜江県の管轄とされた。戦後は梅里斯一体は竜江県第七・八・九区の管轄となり、1954年10月からはチチハル市の管轄となり、同時にオニト・ダウール族自治区（臥牛吐達斡爾族自治区）及び達呼店・虎爾虎拉の農村区が設置された。1956年11月2日、臥牛吐・楡樹屯・達呼店・虎爾虎拉の4農村区を統合し梅里斯達斡爾族区が設立された。1958年12月から人民公社課が行われ華偉人民公社とされた時期があったが、1961年8月に梅里斯区とされ、1980年には梅里斯達斡爾族区に改編され現在に至っている。

## 行政区画
下部に1街道、4鎮、1民族鎮、1民族郷を管轄：
- 街道弁事処：梅里斯街道
- 鎮：雅爾塞鎮、達呼店鎮、共和鎮、梅里斯鎮
- 民族鎮：オニト・ダウール族鎮（臥牛吐達斡爾族鎮）
- 民族郷：マングト・ダウール族郷（莽格吐達斡爾族郷）

## 交通

### 道路
- 高速道路
  -  綏満高速道路

- 国道
  - G301国道

- 省道
  -  302省道

- 県道
  -  047県道

## 健康・医療・衛生
- チチハル市梅里斯ダウール族区人民医院
- チチハル市梅里斯ダウール族区婦幼保健所